# Zvezdan Čebinac
Zvezdan Čebinac (Spitzname „Zick-Zack-Cebinac“; serbisch-kyrillisch: Звездан Чебинац; * 8. Dezember 1939 in Belgrad; † 18. Februar 2012 in Aarau, Schweiz) war ein jugoslawischer Fußballspieler und -trainer.

## Karriere
Čebinac wurde mit Partizan Belgrad drei Mal jugoslawischer Meister, ehe er nach Deutschland wechselte. Dort spielte er zwischen 1967 und 1971 in 93 Bundesligaspielen für den 1. FC Nürnberg sowie Hannover 96 und schoss insgesamt acht Tore. Während dieser Zeit wurde er 1968 Deutscher Meister mit dem 1. FC Nürnberg und stand am 2. Dezember 1967 beim legendären 7:3-Sieg gegen den FC Bayern München auf dem Platz. Er absolvierte 20 Länderspiele (vier Tore) für das ehemalige Jugoslawien. Nach seiner Spielerkarriere war er als Trainer in der Schweiz tätig.

## Erfolge
- 1961, 1962, 1963 Jugoslawische Fußballmeisterschaft mit Partizan Belgrad
- 1968 Deutscher Meister mit dem 1. FC Nürnberg

## Sonstiges
Bis heute wird spekuliert, dass Zvezdan Čebinac für seinen weniger talentierten Zwillingsbruder Srđan vor der Saison 1965/66 ein Probetraining beim 1. FC Köln absolvierte, um ihm zu einem Vertrag zu verhelfen.